# Krystyna Berwińska

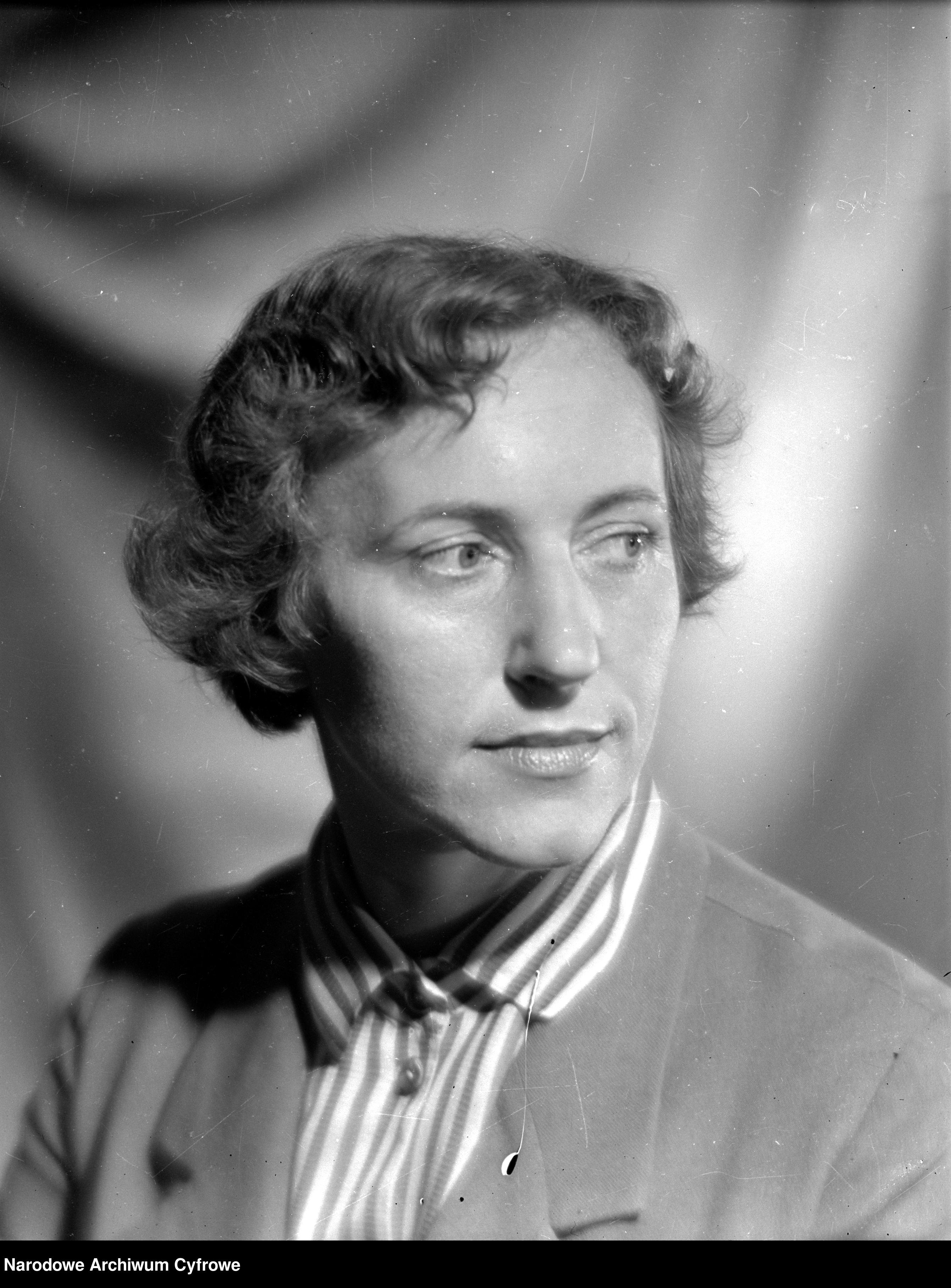
Krystyna Berwińska

Krystyna Danuta Berwińska-Bargiełowska (* 4. Februar 1919 in Warschau; † 19. November 2016) war eine polnische Schriftstellerin und Übersetzerin.

## Leben
Berwińska besuchte das Gymnasium in Warschau. Nach dem Abitur begann sie 1938 ein Anglistikstudium an der Universität Warschau. Während der deutschen Besetzung studierte sie am Staatlichen Theaterinstitut im Untergrund. Zu ihren Lehrern zählten Jan Kreczmar, Marian Wyżykowski, Zofia Małanicz, Maria Wiercińska, Bohdan Korzeniewski, Leon Schiller und Stanisław Daczyński. Ihr erstes Theaterstück Ewa się broni schrieb sie 1941, das unveröffentlicht blieb.
Nach dem Krieg ging sie nach Łódź und studierte dort Dramaturgie an der Staatlichen Theaterhochschule. Ihr Studium absolvierte sie 1948 und legte 1949 eine externe Regisseursprüfung ab. Daneben arbeitete sie mit dem Polskie Radio zusammen, wo sie Kindersendungen leitete. Als Theaterkritikerin debütierte sie 1945 mit der Rezension Skiz w Teatrze Powszechnym (Felieton teatralny), die in der Zeitschrift Pobudka erschien. Ihre Artikel publizierte sie 1946 bis 1948 in Łódź Teatralna, von 1948 bis 1949 in Teatr und 1949 in Listy z Teatru. Ab 1948 verwendete sie das Pseudonym Berwińska. Im Rahmen eines Stipendiums des British Councils verbrachte sie 1948 einige Monate in England. Als literarische Leiterin arbeitete sie von 1948 bis 1949 am Schlesischen Theater in Katowice und von 1949 bis 1951 am Nationaltheater Warschau. In den Verband der Polnischen Literaten wurde sie 1950 aufgenommen. Mit Wanda Wróblewska leitete sie von 1956 bis 1968 das Teatr Ziemi Mazowieckiej in Warschau, wo sie auch Regie führte. Den Regisseur Daniel Bargiełowski heiratete sie 1963. Ab 1968 konzentrierte sie sich auf ihre schriftstellerische und übersetzerische Tätigkeiten. Der Solidarność schloss sie sich 1981 an. Das British Council gewährte ihr 1985 erneut ein Stipendium.  In den Verein der Polnischen Übersetzer wurde sie 1985 und in den Verein der Polnischen Schriftsteller sowie den Polnischen PEN-Club 1989 aufgenommen.

## Werke

### Theaterstücke
- Ocalenie Antygony. Sztuka w 3 aktach. Krakau 1954, entstanden 1948; Uraufführung: 1957 im Stefan-Żeromski-Theater in Kielce
- Proces. Sztuka w 4 aktach. Czytelnik, Warschau 1953; Uraufführung: 1952 im Teatr Wybrzeże in Danzig
- Szkoła głupców, czyli Hrabina z Garwolina, 1962; Uraufführung: 1951 im Syrena-Theater in Warschau
- Ogień na wichrze. Rzecz o Stanisławie Przybyszewskiej, In: Dialog 1988

### Adaptationen
- Ernest Hemingway: Komu bije dzwon, 1956
- Władywsław Stanisław Reymont: Chłopi, 1966

### Romane
- Con amore. Czytelnik, Warschau 1976.
  - deutsche Übersetzung von Hubert Schumann: Con amore (Kompass-Bücherei; Bd. 347). Verlag Neues Leben, Berlin 1980, ISBN 3-355-00072-8.
  - Con amore. Drehbuch (Regie: Jan Batory)

### Kinderbücher
- 13 świeczek. PAX, Warschau 1980.
- Karula, Warschau 1983

## Übersetzungen
- William Shakespeare: Otello. PIW, Warschau 1956
- William Shakespeare: Makbet. PIW, Warschau 1959.
- William Shakespeare: Perykles. PIW, Warschau 1983.
- William Shakespeare: Król Ryszard II. PIW, Warschau 1988.
- William Shakespeare: Sen nocy letniej. PIW, Warschau 1988.

## Auszeichnungen
- 1966: Ritterkreuz Polonia Restituta